# Stuxnet
Stuxnet é um worm de computador projetado especificamente para atacar o sistema operacional SCADA desenvolvido pela Siemens e usado para controlar as centrífugas de enriquecimento de urânio iranianas. Foi descoberto em junho de 2010 pela empresa bielorrussa desenvolvedora de antivírus VirusBlokAda. É o primeiro worm descoberto que espiona e reprograma sistemas industriais. Ele foi especificamente escrito para atacar o sistema de controle industrial SCADA, usado para controlar e monitorar processos industriais. O Stuxnet é capaz de reprogramar CLPs e esconder as mudanças. O vírus pode estar camuflado em mais de 100 mil computadores, porém, para sistemas operacionais domésticos como o Windows e Mac OS X, o worm é inofensivo, só funciona efetivamente nas centrífugas de enriquecimento de urânio iranianas, já que cada usina possui sua própria configuração do sistema SCADA.

## Origem do Stuxnet
A origem do worm Stuxnet é oficialmente desconhecida. Sabe-se que provavelmente tenha sido desenvolvido a mando de um país (Estados Unidos ou Israel), teoria defendida por Mikka Hypponen, não sendo possível o seu desenvolvimento por usuários domésticos e necessitando-se de informações detalhadas e de difícil acesso sobre o funcionamento da usina.

## Ataque

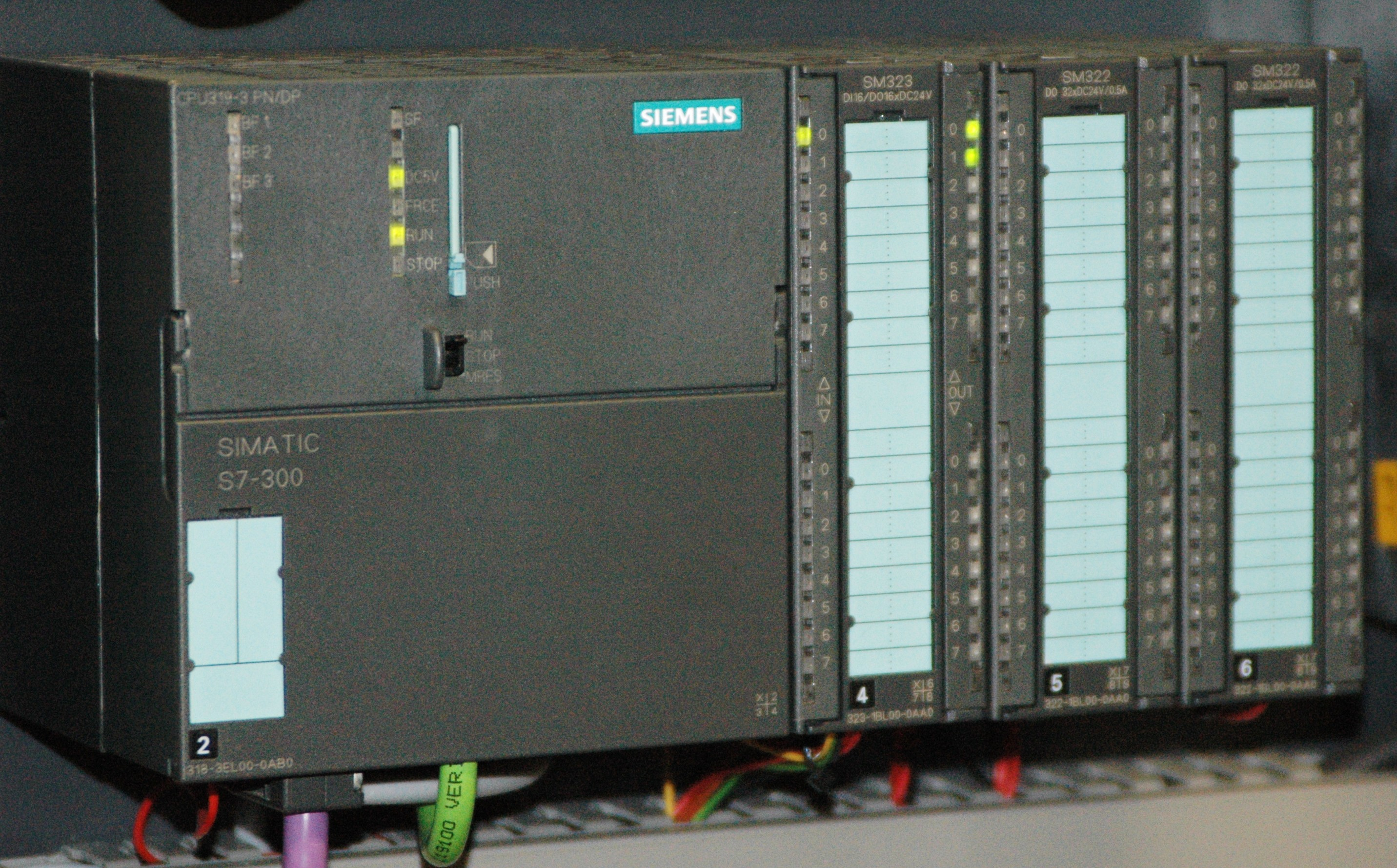
CPU Siemens Simatic S7-300 PLC com três módulos I/O unidos

O Stuxnet foi o primeiro worm de computador a incluir um rootkit de CLP. Também é o primeiro worm conhecido a ter como alvo infraestrutura industrial crítica. Ainda, o alvo provável do worm foi a infraestrutura do Irã que utiliza o sistema de controle da Siemens. De acordo com jornais, a infestação do worm pode ter danificado as instalações nucleares iranianas de Natanz e acabou atrasando o início da produção da usina de Bushehr. A Siemens, inicialmente, declarou que o worm não causou nenhum dano. Além do Irã, também foram afetados pelo worm Indonésia, Estados Unidos, Austrália, Inglaterra, Malásia, e Paquistão. Como a usina não tem computadores conectados à Internet, a infecção deve ter ocorrido quando um dispositivo com o vírus foi conectado aos computadores da usina.
No complexo de Dimona, no deserto de Negev, em Israel, funcionavam centrífugas nucleares virtualmente idênticas às localizadas em Natanz, o que permitiu testar o Stuxnet em condições muito próximas das reais, antes de desfechar o ataque real. O worm tinha duas funções. A primeira delas era fazer com que as centrífugas iranianas começassem a girar 40% mais rapidamente por quinze minutos, o que causava rachaduras nas centrífugas de alumínio. A segunda forma inicialmente gravava dados telemétricos de uma típica operação normal das centrífugas nucleares, sem que o alarme soasse, para depois reproduzir esse registro para os operadores dos equipamentos enquanto as máquinas, na verdade, as centrífugas estavam literalmente se destruindo sob a ação do Stuxnet sem que os funcionários soubessem.
A empresa russa desenvolvedora de antivírus Kaspersky Lab lançou um comunicado descrevendo o Stuxnet:
| “ | Um protótipo funcional e temível de uma cyber-arma que dará início a uma nova corrida armamentista no mundo. | ” |

A Kaspersky Lab não se refere a uma corrida armamentista com armas físicas, mas sim com  armas virtuais, esses fatos podem ser chamados de ciberguerra.
| “ | Eles fizeram algo mau. Felizmente, nossos especialistas descobriram e agora eles não poderão mais agir. | ” |

## Investigações sobre o ataque
Kevin Hogan, diretor sênior do setor de resposta a ataques da Symantec observou que 60% dos computadores infectados no mundo estavam no Irã, mais de 60.000, isso pode ser explicado pelo fato da usina não ser conectada à Internet, o ataque foi direcionado para que um funcionário da usina fosse infectado. Stuxnet, descoberto por Sergey Ulasen, inicialmente se espalhava através da Microsoft Windows, e era direcionado a sistemas de controle industrial da Siemens. A Kaspersky Lab concluiu que o worm fora desenvolvido pelo governo de um país. O governo iraniano declarou em novembro de 2010 que algumas centrífugas haviam sido danificadas e que o vírus infectou apenas computadores pessoais da usina. Esse ataque, juntamente com outros ataques do mesmo gênero, pode ser considerado o início de uma ciberguerra, que poderia tornar-se uma preocupação para governos de todo o mundo.